# Branko Skroče
Branko Skroče (Zadar, 17 mei 1955) is een Kroatisch voormalig basketballer.

## Carrière
De 1,95 m lange Branko Skroče speelde in de Joegoslavische Liga voor KK Zadar van 1972 tot 1982, alsook in 1983/84 en 1986/87. In 268 wedstrijden scoorde hij 5347 punten, een gemiddelde van 20.0, waarmee hij zevende werd op de scorelijst aller tijden. In 1974 en 1975 was hij Joegoslavisch kampioen met KK Zadar.
In 1974 werd Branko Skroče Europees kampioen bij de junioren. Het wereldkampioenschap basketbal van 1978 in Manilla kende aanvankelijk een finaleronde waarin de Joegoslaven ongeslagen bleven. De eerste twee teams in de eindronde ontmoetten elkaar in de finale, Joegoslavië won van het USSR team met 82-81 na overtime. Skroče werd in zeven wedstrijden ingezet en scoorde in totaal 60 punten.
Twee jaar later was er op de Olympische Spelen van 1980 ook een eindronde. De twee beste teams van de laatste ronde ontmoeten elkaar in de finale. De Joegoslaven versloegen de Italianen met een score van 86-77. Skroče werd in drie wedstrijden ingezet en scoorde 8 punten tijdens het toernooi.
In 1981 won het team van de Sovjet-Unie op het Europees kampioenschap basketbal in Tsjecho-Slowakije van de Joegoslaven met 84-67. Branko Skroče scoorde 46 punten in zeven wedstrijden.

## Erelijst
- 2x Joegoslavisch landskampioen: 1974, 1975
- Olympische Spelen: 1x
- Wereldkampioenschap: 1x
- Europees kampioenschap: 1x